# 阪神ファン

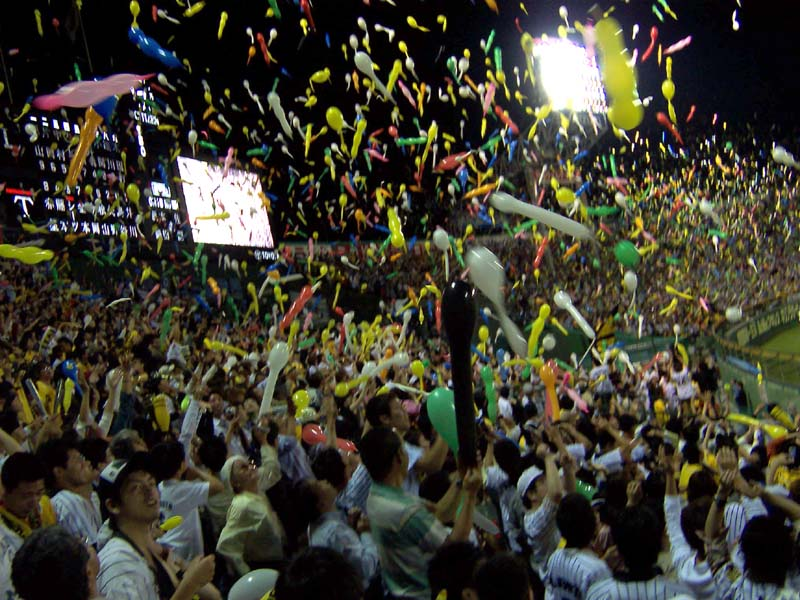
ジェット風船を飛ばす阪神ファン

阪神ファン（はんしんファン）は、日本のプロ野球球団・阪神タイガースを支持・応援するファンのことである。タイガースファンや虎ファンとも呼ばれる（#呼称も参照）が、以下では基本的に「阪神ファン」で統一する。

## 概要
阪神ファンは、応援の対象であるセ・リーグの阪神タイガースが兵庫県西宮市にある阪神甲子園球場（以下、甲子園球場）を本拠地とすることもあり、近畿地方を中心に全国に存在する。なお、現在NPB加盟12球団のうち、阪神と同じく近畿地方には大阪府を保護地域とするパ・リーグのオリックス・バファローズがあるが、歴史的背景が影響し、オリックスを圧倒的に上回る人気を得ている。熱狂的なファンも多く、ゆず「栄光の架橋」の合唱などが話題になったこともあるが、これまで各地で、一部のファンが大きなトラブルを起こして問題となっている（後述）。
阪神ファンは、NPB加盟12球団の中でも読売ジャイアンツ（以下、巨人）のファンでもある巨人ファンと一、二の座を争っており、主催試合における球場への観客動員数は実数発表となった2005年（平成17年）以降、年次によっては阪神が「12球団最速で観客動員100万人突破」と報じられるなど常にトップの位置にある。38年ぶりの日本一を達成した2023年は主催71試合（京セラドーム大阪8試合、倉敷マスカットスタジアム1試合も含む）で291万5528人（1試合平均4万1064人）を動員しており、12球団トップであった。

## 呼称
阪神ファン・タイガースファン
最も一般的とされる。タイガースという球団名は、日本のプロ野球以外にも存在する（デトロイト・タイガース、起亜タイガースなど）が、日本でタイガースファンと言えば通常は阪神タイガースのファンのことをさす。
トラキチ
トラ（タイガース）のきちがいという意味の略語であり、特に熱狂的な阪神ファンの呼称（あるいは自称）として用いられる。蔑称的な意味はない。阪神がリーグ優勝・日本一になった1985年（昭和60年）の流行語大賞（銀賞）にもなった。
虎党
スポーツ新聞などの活字では、虎党と記載されることもある。

## 阪神ファンの総数と分布
2004年（平成16年）と2005年（平成17年）に、関西大学と関西国際大学により全国のプロ野球ファンにアンケート調査が実施された。いずれの調査報告でも、阪神タイガースを最も好む球団に選ぶプロ野球ファンが最大で3割と一番多く、巨人がそれに続く結果となった。さらに2005年（平成17年）、阪神が優勝した直後に大阪府立大学教授の宮本勝浩らがネット調査会社のデータなどを元におこなった調査によれば、日本全土で2053万人の阪神ファンが存在し、巨人ファンを抜いて両リーグ最多であると推計している。
さらには、2005年（平成17年）以降に毎年実施されている「スポーツマーケティング基礎調査」によると、阪神ファンと巨人ファンの総数がプロ野球ファンの人数において毎年1、2位を争っており、共に1000万人前後だと推計されている。
阪神ファンの存在する地域としては、甲子園球場のある兵庫県や近隣の大阪府を中心とした関西2府4県に多く、圧倒的な割合である。ただ関西以外の地域でも日本全土に幅広く存在し、全国区といえる。
海外でも仕事などの事情で日本人が駐在している主要都市を中心に分布しており、中には応援団が結成されている地域もある。
日本在住の外国人にも阪神ファンがおり、中には独自で応援サイトを立ち上げ、英語でタイガースの情報を世界に発信している人もいる。

## 阪神ファンの特徴
阪神ファンは、阪神タイガースに対して強い一体感を持っている。前述のアンケート調査からも、阪神ファンは球団に対する愛着やファン同士の連帯感が強いことが示される。巨人の元エースで阪神のコーチも務めた西本聖は、「巨人ファンにとって巨人は趣味の一つ。阪神ファンにとって阪神は生活の一部」と評し、経済評論家の國定浩一は「阪神ファンにとって球場での応援は、もはや「観戦」ではなく「参戦」である。」と分析している。
さらに阪神ファンは、熱狂的で、感情的で、陽気で、お祭り好きというイメージが自他共にある。野球にそこまで関心がないか、あるいは球団やファン集団への愛着が元々薄い比較的ミーハーと言えるプロ野球ファンは、巨人を支持する人がもっとも多いが、熱狂的なファン層では阪神を支持するファンがもっとも多いことが判明している。
テレビ観戦では、他の球団のファンでは血圧低下が見られたのに、阪神ファンではテレビ観戦でも血圧が上昇するという報告があり、医学的にも上記のような阪神ファンの性質が窺える。またこの報告では、観戦後には心拍数が低下し、唾液中のストレス物質の低下する傾向が阪神ファンにはあり、観戦によって心理的ストレスの軽減が図られている様子も窺える。この阪神ファンの情熱は、リハビリなどの治療に効果的に使われることもある。例えば、長期療養や半身麻痺の阪神ファンが試合観戦や、後述する「道頓堀ダイブ」を目標にリハビリに取組み、高い意欲を引き出すといった事例がある。
なお、関西地区以外にも阪神ファンは多数存在するが、インフォシークによると東京の阪神ファンと大阪の阪神ファンには違いがあるという。東京の阪神ファンは「アンチ巨人だから」や「ヤンチャ（または悪役）なチーム」という理由で応援する人が多いのに対し、大阪の阪神ファンにはそのような理由でファンになる人はあまりおらず、大阪人にとっては「野球=阪神タイガース」であるとのこと。
阪神タイガースの運営会社である阪急阪神ホールディングスが上場企業であることから、同企業の株式を保有している阪神ファンも存在しており、毎年6月に行われる株主総会の質疑応答では株主から阪神タイガース関連の質問が相次ぐことが恒例となっている。

## 阪神ファンの応援
阪神ファンの甲子園球場での応援は、他球団の応援よりも熱狂的である。例えば、元阪神ファンである上原浩治は2006年（平成18年）に行われたWBCの際、韓国側の熱狂的な応援について質問されると「甲子園の応援の方が揺れてすごい」と答え、また翌2007年（平成19年）北京オリンピックアジア最終予選後チャイニーズ・タイペイ戦での完全アウェーの応援について聞かれても「甲子園の阪神巨人戦が世界一」と語っている。また、2003年にメジャーから阪神入りした伊良部秀輝も、同年4月18日に甲子園球場での対横浜ベイスターズ戦で完投勝利を挙げてのヒーローインタビューに応じた際に「いやぁ、甲子園は世界一ですよ」と語っている。

### 応援スタイル
ファンの応援スタイルは、攻撃時にヒッティングマーチを歌いながらメガホン（応援バット、カンフーバット）を叩くというオーソドックスなものが浸透している。応援団のうち指揮を執る者が、ヒッティングマーチを演奏するか、（トランペット吹奏者の休憩も兼ねて）手拍子と選手名だけ連呼するかを応援団全体に指示し、ファンはそれに従う。以下、主な応援スタイルを列挙する。なお、以下のほかにも、かつては試合中に阪神が得点した時などでファンが自前で持ち込んだ紙吹雪を撒いたり紙テープを投げたりしていた光景も見られたが、それらはのち禁止されたため現在は見られない。
六甲颪（ろっこうおろし）
「阪神タイガースの歌」の通称。阪神ファンは阪神の試合前、阪神の選手が適時打や本塁打を放ったとき、勝利確定後などにこの歌を合唱する。ホームゲームでの勝利の場合はヒーローインタビューの後に恒例としてレコード・CDを使った演奏（歌手は過去に立川清登、唐渡吉則ら、現在は山本彩、水樹奈々、Char、若旦那、千秋ら阪神ファン芸能人による「みんなで六甲おろし」）が行われ、それに合わせてファンが合唱する。
ヒッティングマーチ
レギュラークラスの選手には、1人1曲ずつオリジナルのヒッティングマーチが作られており、打席に立った際に各選手のヒッティングマーチが合唱される。控え選手や活躍目新しい選手など、ヒッティングマーチの作られていない選手の打席の際には、全員共通の「ヒッティングマーチ2番」を、投手には「ヒッティングマーチ1番」を使用している。大体の選手は開幕までに作られるが、開幕後に一気にレギュラーを獲得し活躍をし続ける選手に対しては、シーズン途中に作られ披露されることもある（森下翔太、前川右京など）。大山悠輔に対しては、大山の打席で得点チャンスの場面に限り、その場面専用のヒッティングマーチが作られた(2025年シーズンからは得点チャンスに関わらず演奏される)。現在は、甲子園球場または京セラドーム大阪（阪神主催試合のみ）のスコアボードにヒッティングマーチ演奏中は歌詞も表示されている。
過去には、選手によってはオリジナルではなく替え歌を使用していたケースもあった（真弓明信のヒッティングマーチはミッキーマウス・マーチの替え歌であった）。また、捕手は当初レギュラーも含めて全員共通の「ヒッティングマーチ2番」であったが、矢野輝弘の活躍と矢野本人の希望もあり、のち捕手に対しても個別で作られるようになった。
蛍の光
かつては、相手投手がノックアウトされて降板する際、「さよなら、さよなら、○○（降板する相手投手の名前）!!」とコールした後に「蛍の光」が合唱され、続いて「六甲おろし」が合唱された。だが、「蛍の光」は相手球団への侮辱行為であるとして批判する声もあって年々縮小され、新型コロナウイルスが流行した2020年からは演奏されなくなり自然消滅した。なお、2015年からは、応援歌「我らの阪神」も多用されるようになっているが、声出し応援が解禁された2022年以降は応援歌「T-WAVE」（のスローテンポ）を合唱している。ほかに、かつて申告敬遠の制度がなかった時代、相手チームが敬遠策で相手投手が大きく外したボールを4球放っている間、「弱虫!弱虫!!」とコールしていたこともあった。
三振コール
阪神が守備時、相手チームの打者が2ストライクとなり追い込まれた際に、投手が次の投球動作に入る時に合わせて（太鼓を叩きながら）一斉に「おお～～～ぉ…」と唸り声を出し、投手がボールをリリースする瞬間に「三振!!」と叫ぶ。ちなみに走者がいる場合で牽制球を投げたり、間合いを嫌って投球動作を解除した場合は「ぉぉぉ…」と萎んだあと改めて「おお～～～ぉ…」と唸り声を出す。ただ、これも『蛍の光』同様に縮小傾向となり、現在は行われていない（2023年9月14日の優勝決定試合では終盤に自然発生的に起きた）。
ジェット風船
2019年までは7回の攻撃前（ラッキー7）、および阪神の勝利確定時に、ジェット風船が一斉に打ち上げられていた。ラッキー7の際は、ホームではファンファーレの後に、ビジターでは「六甲おろし」（かつてセントラル・リーグ戦では阪神に限らず応援団の演奏に合わせての合唱され、パシフィック・リーグ主催の交流戦では前述のCD音源が演奏されていたが、2018年のオープン戦以降はホーム・ビジターを問わず球場で流されるようになった）を歌った後に打ち上げられる（例外として、オリックス主催の京セラドーム大阪での試合では、ビジターにもかかわらず阪神ラッキー7時にホームゲームでのファンファーレが演奏される）。ジェット風船の色は統一されていない（セ・リーグ他球団は広島と横浜、中日は基本的にチームカラーで統一されており、巨人とヤクルトはジェット風船を飛ばさない）。甲子園球場で一斉に上げられたジェット風船の音が、95dBを超えることもある。
ただ、2020年からは新型コロナウイルスの流行もあり感染症対策として甲子園球場では風船を飛ばすことが禁じられたため、その代わりとして、阪神球団はジェット風船のイラストが描かれたタオル（500円〜）を発売しており、甲子園球場ではラッキー7のファンファーレ時はジェット風船を飛ばす代わりとしてそのジェット風船タオルを掲げているファンもいる（なお、阪神主催試合のファンファーレ終了時にはジェット風船が飛んでいく音も合成されており、ジェット風船を飛ばしたような雰囲気だけ味わえるようになっているが、ビジターで唯一ファンファーレを使用するオリックス主催試合では合成音がない）。
他球場によっては既に解禁しているところもあるため、2025年3月9日のオープン戦で専用ポンプとジェット風船を入場者に配布し、実証実験を行った（4月13日の試合でも予定されていたが当日は雨天中止）。
2025年7月3日、2026年シーズンからのジェット風船の使用再開が発表された。
あと一人（一球）コール
9回（表・裏とも）、またはビジター（裏のみ）においての延長戦のそれぞれで阪神がリードして決着が付く可能性がある回の守備で2アウトの際には、「あと一人」コールが連呼される。2アウト2ストライクに達すると、コールが「あと一球」に変わる。

### 応援団およびファンクラブ
2010年（平成22年）現在、「阪神タイガース応援団」と「阪神タイガース私設応援団」が、阪神の鳴り物応援を行う二大応援団連合である。2003年（平成15年）からは、球団公式ファンクラブも設立されている。以前は阪神タイガース応援団と「阪神タイガース私設応援団」の前身の「阪神タイガース私設応援団」（2005年に分裂した）の他に「中虎連合会」という団体とレフトスタンドの応援団の守虎連合会で全体の応援を統率していたが、2004年（平成16年）に中虎連合会の幹部がヒッティングマーチに関する著作権法違反容疑で逮捕されたり、2005年（平成17年）には守虎連合会の会長が暴行容疑で逮捕などで現在に至った。

## マナー違反・犯罪行為
前述したように阪神ファンによる応援は熱狂的であるが、それが高じると対戦相手のファンや選手に対する暴行・威嚇行為といった行為に及ぶ者もいる。以下のように、対戦相手への誹謗・中傷、プレーの妨害やグラウンド内への乱入などが新聞報道にもある。

### 1960年代以前
- 1953年（昭和28年）7月23日の対巨人戦（大阪スタヂアム）、死球をめぐって選手が投手にバットを投げるなど荒れた試合であった。その9回裏、阪神が詰寄るシーンで線審が飛球判定を誤審し、ゲームセットとなった。これをめぐって阪神側と審判団が紛糾し、騒然となった雰囲気で観客がグラウンドに乱入した[36]。66年の時を経て、ファン代表が謝罪を公言した[要出典]。

- 1954年（昭和29年）7月25日の対中日ドラゴンズ戦（大阪スタヂアム）10回、捕球判定と選手の退場処分をめぐって阪神側と審判団が二度もめ、観客数百人がグラウンドに乱入した。観客は暴徒化し、阪神の選手のバットを持って中日側に押しかけた。後にこの試合は没収試合となり、審判団、阪神共に処分を受けた[37][38]。藤村富美男・松木謙治郎の項目も参照。

### 1970年代
- 1972年（昭和47年）10月7日、甲子園で巨人に敗れ巨人の優勝が決定した際、ファンがグラウンドに乱入して当時の巨人の監督・川上哲治の胴上げは中止となった。

- 1973年（昭和48年）10月22日甲子園での対巨人最終戦。勝った方が優勝という試合で、阪神が0-9と大敗を喫した。不甲斐ない試合に怒った阪神ファンがグラウンドになだれ込み、手当たり次第に巨人の選手らに暴行を働いたり、テレビ局の機材を徹底的に破壊したりする事件が発生した。これにより再び川上監督のグラウンドでの胴上げは中止となり、兵庫県警察の機動隊員が出動する騒ぎとなった。
  - この時読売テレビの機材が破壊された一方で、阪神戦の中継に積極的であったサンテレビ並びに朝日放送の機材はファンに守られていた。
  - 29年後の2002年（平成14年）、巨人は再び甲子園でリーグ優勝を決めたが、この事件を受け厳重な警備体制が取られた。ただし、この時は史上初のサヨナラ負け優勝であったので、阪神の六甲おろしのあとに、監督の原辰徳の胴上げとなり、阪神ファンからも祝福の拍手が送られていた。

### 1980年代
- 1984年（昭和59年）8月15日の巨人対阪神戦（後楽園）の試合前に、阪神ファン数十人が巨人の外野手レジー・スミスを取り囲み、人種差別と受け取れる罵声を浴びせる。さらにはスミスの息子であるレジー・ジュニアにも対して物を投げつけ、暴行しようとしたことが発端となりスミスが激怒、数名がスミスから暴行を受けた。「被害者」は直ちに富坂警察署に届け出た。1984年（昭和59年）8月17日付朝日新聞は、「スミスだんまり一手」（15面）、「（スミスは）正当防衛主張」（22面）と同時に2つの観点から書きたて、スミスが書類送検される騒動に発展したが、後に不起訴処分となった[39]。

- 1985年（昭和60年）5月23日の広島戦（甲子園）で、北別府学投手がバスターで右翼ポール際に本塁打を放った際、判定を不服とした阪神ファンが線審（外野審判）にチェーンを投げつけ、負傷させた[注 11]。なお、犯人は現行犯で逮捕され、裁判で「阪神への不利な判定に腹が立った」ことが動機なので情状酌量を求めたが、反省の色無しと判断され実刑判決を受けた。

- 同6月30日、対巨人戦（甲子園）。当日は台風6号の強風の影響もあり開催が微妙な状態となったが、ファンが徹夜組や早朝から並ぶ大混雑となったことから、やむなく外野席の開門を前倒して入場させることになったが、試合開始予定（当時18時20分）の3時間ほど前に試合の中止が決まった。ところがそのことに激怒したファンがグラウンドに乱入して騒乱するという大騒動となった。当日の『サンデースポーツスペシャル』（NHK総合テレビジョン）で、これを見た星野仙一は「神聖なる選手の職場で乱入する行為をするのは、絶対によくない。こんなものはファンとは言えません。本当の阪神ファンはこんなことをしません。グラウンドへの乱入・暴徒は絶対にやめてください」と厳しく指摘した[40]。

- 同年10月16日のヤクルト対阪神戦（神宮）で引き分け、阪神がリーグ優勝を決めたのち、大阪市の繁華街ミナミにある戎橋から多数の阪神ファンが道頓堀川に飛び込んだ（詳細は後述）。さらには一部の阪神ファンが戎橋近くのケンタッキーフライドチキン道頓堀店に設置されていたカーネル・サンダースの像をこの年のMVP・ランディ・バースに見立て胴上げし、道頓堀川に投げ込んだ。ちなみに、その後の低迷を「カーネル・サンダースの呪い」などと呼ぶ冗談が一部のファンの間で流行し、ABCテレビ『探偵!ナイトスクープ』で取り上げられたことがきっかけとなり、都市伝説の一つとして定着した。なお、当初阪神ファンの標的となっていたのは飲食店くいだおれのマスコット人形であるくいだおれ太郎であったが、こちらは店主の尽力により死守され、結果的にカーネル像が標的となった。2009年（平成21年）3月10日、道頓堀川の新戎橋より下流約5 m 水深2 mのヘドロの中より上半身が、翌11日には下半身と右手が発見され、24年を経て救出された[41]。

### 1990年代
- 1992年（平成4年）9月11日の対ヤクルト戦（甲子園）で、9回裏に八木裕が岡林洋一から放ったレフト方向への大飛球は一度本塁打と判定されたため阪神のサヨナラ勝ちと球場が沸いたが、直後に「フェンスに当たって中に入った」と主張するヤクルト監督の野村克也からの抗議を受け、審判団が協議し判定がエンタイトル二塁打に変更された。それを不服とした阪神ファン数人がグラウンド内に乱入し、逮捕者が出る事態へと発展した。なお、判定が覆されたことにより今度は阪神監督の中村勝広が抗議を行ったことで試合が中断、試合時間6時間26分、試合終了時には日付が変わっていたというプロ野球最長試合として記録されることとなった（当時は延長15回まで行われており、結局試合は延長15回引き分けに終わった）[42]。

- 1992年9月23日の巨人対阪神26回戦（東京ドーム）で、9回表二死で代打の真弓明信に対し石毛博史が初球（ストライク）を投げた直後、レフトスタンドを陣取る阪神ファンが不甲斐ない試合内容に立腹してメガホンやゴミなどのほか、ウイスキーボトル、果てはポータブルラジカセをフィールドに投げ込んだため試合が10分近く中断した。さらに3球目を投げ込んだ際にもレフトスタンドからゴミが投げ入れられ、ここでも1分間中断した。最後、真弓は三振に倒れゲームセット、この試合で阪神投手陣は巨人打線を僅か1安打に抑えながら試合は0-1で敗戦した。

- 1992年10月10日の対ヤクルト戦（甲子園）では、最後まで優勝を争ったヤクルトとの直接対決に敗れ、ヤクルトの14年ぶりのリーグ優勝が決定。試合終了後、ヤクルト監督の野村克也の胴上げや優勝インタビューの際、阪神ファンから一斉に「帰れコール」が発生しただけでなく、引き揚げるヤクルトの選手や監督やファンに対し大量のメガホンなどを投げつけた[43]。

- 1995年（平成7年）6月20日の横浜対阪神戦（横浜スタジアム）では、4-3で阪神がビハインドの9回無死から新庄剛志の打球が左中間の観客席に向かって飛んだが、中虎連合所属応援団の振っていた旗（皮肉にも新庄の名前入り）に包まれた後にグラウンドへ落下。この出来事に対し審判団は協議の末、公認野球規則3.16（妨害と同時にボールデッド。審判員は妨害がなければ競技はどのような状態となったかを判定するとの旨）に従って二塁打と判定するが、本塁打と判定されなかったことに激怒したファンがグランドにメガホンやゴミ、ゴミ箱、太鼓などを投げ捨て、果ては観客席からグランドに飛び降りる者までいた。試合も8分間中断された[44]。

- 1996年（平成8年）5月14日、浜松球場での中日対阪神戦で3-10と完敗した直後、敗戦に怒った阪神ファンがグラウンドに乱入し、当時の中日監督・星野仙一らが止めようとしたが、ファンの一人がこの試合1安打1打点と活躍したアロンゾ・パウエルの頭をメガホンで殴打し、それに激怒したパウエルが乱入者を殴り倒そうとしたところを球団関係者が必死に止める[45]。

- 1998年（平成10年）6月16日、草薙球場での横浜対阪神戦にて0-1で阪神が負けた後、阪神の敗戦に怒ったファン約20人がグラウンドに乱入。横浜の川端一彰の帽子を奪って逃走するなどして暴れた[46]。

### 2000年代
- 2003年（平成15年）6月11日、岐阜長良川球場の対中日戦において、阪神が7-2で勝利した後に阪神ファンがグラウンドに乱入して中日ファンを挑発、中日ファンもグラウンドに乱入し乱闘となった。その際に防犯用の唐辛子系催涙スプレーと見られるものが噴射され、観客53人が目や喉の痛みで治療を受け、このうち31人が病院搬送、7人が入院する事態となった。岐阜北警察署が捜査したが事件は未解決である。この一件に関して、当時中日の山田久志監督、当時阪神の星野仙一監督、片岡篤史、桧山進次郎、赤星憲広などが暴挙を非難するコメントを出した（詳細は長良川球場#主なエピソードを参照）。この一件以降、中日は阪神と地方試合の開催を2013年（平成25年）まで行わないことにした。事件を受けて、甲子園球場では乱入防止用のネットが設置されるなど対応に追われた[47]。

- 同年7月29日、それまで16連勝と好調だった対横浜戦で敗戦した際、9回裏藤本敦士の放った3アウト目となるレフトファウルフライに対し、周囲への注意が散漫になりやすいスライディングキャッチをした横浜の多村仁目掛けて一部の阪神ファンがメガホンを投げつけた。のちに多村は、「本当に危ない。怪我するかと思った」とコメントしており、星野監督も「こんなことやったら甲子園で胴上げはやらん！」と激怒した[48]。

- 2008年（平成20年）5月7日の対巨人戦（東京ドーム）でアレックス・ラミレスのオーバーフェンスかという打球を左翼席最前列にいた阪神ファンの男性がグラウンド上に手を伸ばして叩き落とし、ボールがフェンス上部に当たりグラウンド内に落下。審判団の協議の結果オーバーフェンスの打球ではなかったとして二塁打となった[49]。

### 2010年代
- 2013年（平成25年）5月19日15時30分ごろ、西武対阪神戦が行われていた西武ドームの一塁側男性トイレで東京都東村山市の同市教育委員会庶務課主任技能員の41歳阪神ファンの男が同じ阪神ファンの34歳男性の右頬を殴り、暴行の現行犯で埼玉県所沢警察署に逮捕された。男は泥酔状態で「殴っていないし、酒を飲んでもいない」と容疑を否認。男性は暴れる男に「ファン同士だし、試合を見よう」となだめたが、殴りかかってきたとのこと。[50]なお、その試合では阪神が10-5で勝利している。

- 2014年（平成26年）9月18日、同月8日に掲示板に「巨人の関係者を殺害する」「選手の移動バスを爆破する」（閲覧者は警視庁に通報）などと書き込んで9日から11日に行われた甲子園球場での阪神巨人戦で三塁側を中心に警備を強化させた威力業務妨害の疑いで大阪市東住吉区の37歳のアルバイトの男が兵庫県甲子園警察署に逮捕された。取り調べに対して男は「私は阪神ファンで、巨人に対して腹が立った。いたずら半分でやった」と供述。[51]

- 2014年（平成26年）の日本シリーズ第5戦（ヤフオクドーム）で0-1と追い詰められた阪神は最後の打者西岡剛が守備妨害を判定され試合終了、ソフトバンクの日本一が決まると日本シリーズ敗退に怒ったライトとレフトスタンドの阪神ファンがグラウンドに大量のメガホンやゴミを投げ入れた[52]。

- 2018年（平成30年）6月22日の対広島戦（甲子園）では3-5で阪神が負けた直後、敗戦に怒った1人の阪神ファンがこの日両リーグ最速の10勝目を記録した大瀬良大地に向かってメガホンを投げつけた[53]。

- 2019年（令和元年）7月2日の対DeNA戦（横浜スタジアム）では4-0の完封負けに怒った阪神ファンの男性が抱いていた子供をDeNAファンに向かって投げつけた。この様子を映した動画がSNSに投稿され波紋を呼んだ[54]。

### 2020年代
- 2021年（令和3年）6月12日17時25分ごろ、楽天対阪神戦が行われていた楽天生命パーク宮城で、マスクを着けずに大きな声で応援していた大阪市在住の45歳で韓国籍である会社員の男が、暴行の現行犯で宮城県警に逮捕された。男は楽天の男性球団職員から注意されたため、胸ぐらをつかんで顔面を殴るなどしたが、容疑を否認していた。当時、楽天は新型コロナウイルスの感染予防対策として、場内ではマスクを着用し、大きな声で応援しないよう自粛を求めており、楽天広報部は「安心できる観戦環境を作るべく対策に取り組む。ご理解とご協力を」とコメントした[55]。なお、その試合では阪神が9-1で勝利している。

- 2021年7月9日、甲子園球場で行われた対巨人戦にて試合開始直後、ライトスタンドの右翼ポール際にいた1人の巨人ファンが周囲の阪神ファンと揉め出し、その場の阪神ファンらは巨人ファンを罵倒するなどして騒然となった。さらに、駆け付けた警備員がその巨人ファンを別の場所に移動させたため、ライトスタンドの別の場所にいた巨人ファンから抗議の声が挙がったことで、阪神ファンと巨人ファンによる罵声の応酬となり、終いには乱闘騒ぎに発展。警察も出動する騒ぎとなった[56]。これを契機に、翌2022年（令和4年）より正式に甲子園球場のライトスタンド全席が「阪神タイガース専用応援席」となり、タイガース以外の応援行為やグッズなどの使用が禁止となった[57]。

- 2021年10月19日21時30分ごろ、甲子園球場で行われた対ヤクルト戦にて、ライトスタンドでマスクをせずに大声で声援していた32歳の男が「周囲のお客様の迷惑になります」と注意した警備員2人に対し、口に含んだビールを吹きかけ、兵庫県甲子園警察署員により現行犯逮捕された。男は容疑を認め「酔っ払っていたこともあり、周りから乗せられる形でやってしまった」と反省していた。当時、兵庫県は新型コロナウイルスによる緊急事態宣言が10月1日に解除され、20時30分までアルコール飲料の提供が可能となっていた。（緊急事態宣言下ではアルコール販売に制約があった）[58]なお、その試合では阪神が11-0で大勝している。

- 2022年（令和4年）4月6日の対DeNA戦（甲子園）、この試合で、阪神は延長12回に5点リードを許し逆転負けを喫してしまい開幕11戦で1勝10敗と球団史上最速の2桁敗戦到達となった[59]。そのリードを許した時点で阪神ファンの半数以上が一斉退場していたが[60]、延長12回裏の阪神の攻撃の際、二死になると球場にまだ残っていた阪神ファンがスマートフォンの画面やライトをグラウンドに向けて左右に振り始め[注 12]、試合の進行を妨害した[62][注 13]。試合は一時中断され、芦原英智球審を経由してライトの点灯をやめるよう注意喚起の場内放送が入れられた。同じく延長12回には右翼席の阪神ファン同士が喧嘩を始め、1人が救急車で搬送されるトラブルも発生していた[63]。後にこういった問題行為に対し、甲子園への缶・瓶類持ち込み禁止チェックや立ち見応援の規制呼びかけや、ジェット風船の打ち上げを認めていない球場での禁止徹底といったマナーの向上に球団側や応援団も努めている[64]。

- 2023年（令和5年）8月18日のDeNA対阪神戦（横浜スタジアム）にて、2-1でDeNAがリードした9回表一死一塁の状況で一塁走者の熊谷敬宥が盗塁を試みたが、二塁塁審の判定はセーフもDeNA側からのリクエスト要求があり、ビデオ判定の結果アウトに覆されるという事態が発生した[65][66]。キャッチャーからの送球が二塁側に逸れてしまったこともあり、この時二塁ベースカバーに入ったショートの京田陽太は二塁ベースより前に体を出してボールを捕球したため、左足で完全に二塁ベースを塞いだ形となり、熊谷は（二塁塁審がセーフの判定を示したように）タイミングはセーフながらベースに触れることができなかったにもかかわらず、当試合の責任審判の敷田直人が「走者（熊谷）と野手（京田）が接触していますが、（故意ではないとして）（走塁）妨害ではないと致しました。よってアウト。試合を再開します」と場内にアナウンスした。直後に球場内が歓声とブーイングで騒然となったことから、阪神の岡田監督はその説明が「聞き取りにくかった」と再度説明を求めたところ、その説明がなされた直後に抗議を始め、退場宣告となる間際まで抗議を続けた[注 14]。場内の阪神ファンは納得せずブーイングを続けただけでなく、試合はそのままDeNAが勝利したことから、試合終了後グラウンドに応援バットやゴミなどを投げ入れただけでなく、ヒーローインタビュー中に六甲おろしを合唱するなどしたためDeNAファンも激怒、場内では「帰れ」コールも起こるなど不穏な状況が暫く続いた[68]。また、このプレーが走塁妨害に該当するかどうか、コリジョンルール違反ではないのか[注 15]、などでSNSを中心にファンや評論家らを巻き込んで議論となった[69][70][71][72]。結果として、このプレーをきっかけにNPBとNPBに加盟するプロ野球12球団とで話し合いがもたれ、同年9月5日からこのようなケースではセーフの判定もあり得る、と判定基準を変更することとなった[73]。一軍ヘッドコーチであった平田勝男は、この岡田監督の抗議によってチームの優勝へのギアが一段上がったという認識を後に示した[74]。

### 道頓堀川への飛び込み

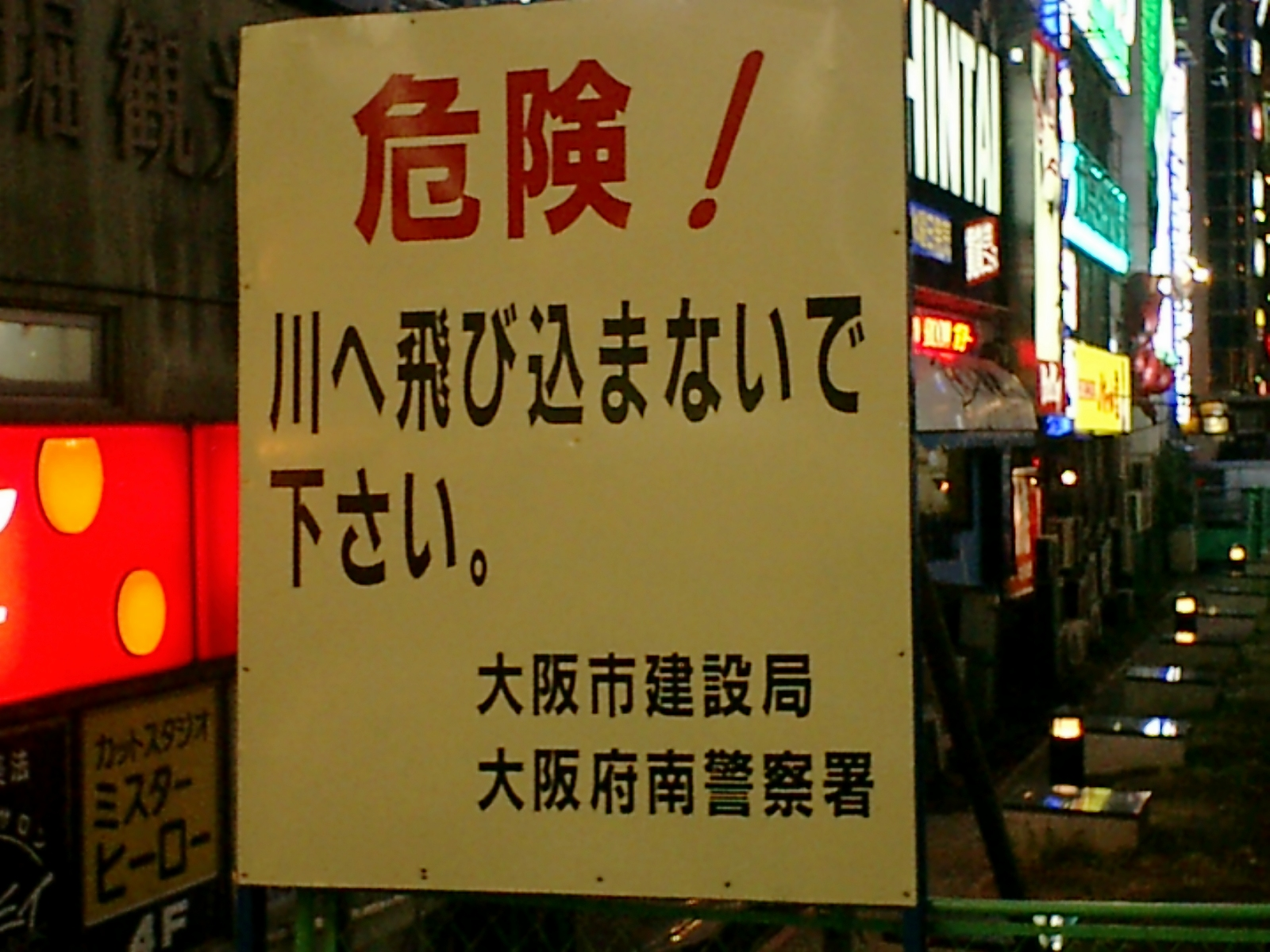
道頓堀の飛び込み禁止看板。

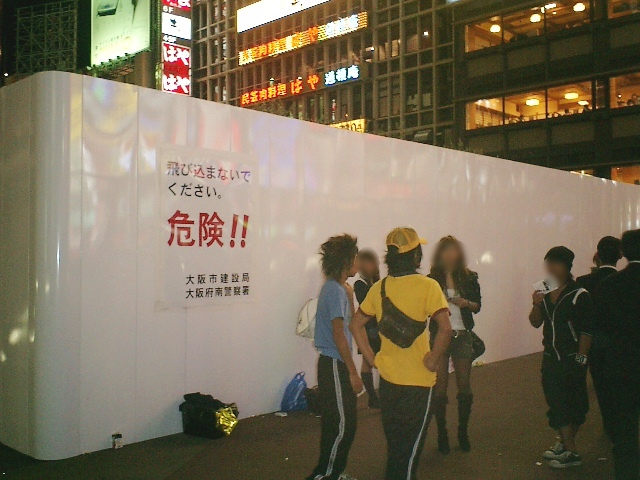
2005年の阪神優勝時に設置された飛び込み防止のためのフェンス。

上述のように、21年ぶりのリーグ優勝が決まった1985年（昭和60年）10月16日に多数の熱狂的な阪神ファンが優勝を祝って夜中にもかかわらず戎橋の橋梁から飛び込んでいる。この事件以降も阪神が優勝争いや優勝するたびに同じように戎橋から飛び込む行為が発生している。なお、この道頓堀ダイブを最初に決行したのは巨人ファンで当時高校生であった桂福若である。また、この時、道頓堀のケンタッキー・フライド・チキンに展示されていたカーネル・サンダースの像を、ランディ・バースに見立てて投げ込み、以後23年間にわたり発見されなかった（カーネル・サンダースの呪い）という行為があった。
1992年（平成4年）、阪神はヤクルト、巨人と優勝争いを演じ10月10日のヤクルトとの直接対決に敗れ、結果的に2位タイでシーズンを終了した。敗戦後、道頓堀では飛び込む若者が続出した。
阪神が首位を独走していた2003年（平成15年）7月には、当時大阪府知事の太田房江が「マジックを順調に減らしている阪神と今回の清掃が無関係とは言わないが、大阪への注目度を上げるためきれいにしたい」と話し「飛び込み奨励ではない」と釘を刺した上で、ボートの上から網で水面のゴミをすくうなど大阪市と合同の河川愛護キャンペーンの一環として道頓堀川を清掃、その発言や清掃の様子が、翌日の一般紙やスポーツ紙に掲載された。同時期、当時阪神の星野監督も水質汚染などを理由にファンに道頓堀川への飛び込みは止めるよう呼びかけていた。この当時、道頓堀川は川の側面に歩道を設ける工事を実施しており、また川自体も大腸菌やヘドロなど環境上の汚染が深刻であるため、橋梁からの飛び込み行為は絶対止めるようにという注意書きの看板が掲げられていた。その他、リーグ優勝決定時には警察官を出動させるなど行政や民間でも対策を行った。それでも、阪神がリーグ優勝を決めた9月15日から16日にかけて延べ5,300人を超えるファンが道頓堀川に飛び込んだ。17日には泥酔した人物が欄干上から落下し、溺死体で発見されるという事件が起きた。因みに、フランスの首都パリのセーヌ川のアルマ橋から川に飛び込んだり、イギリスの首都ロンドンのトラファルガー広場でも、噴水に飛び込んだ現地在住のファンもいた。
2005年（平成17年）の2年ぶりの阪神のリーグ優勝時には、大阪市と大阪府警察本部が戎橋に高さ3 mの透明強化プラスチック製のフェンスを設け、2年ぶりのリーグ優勝が確定しそうな日には「とんぼりリバーウォーク」への出入りを禁止にするなどの対策を採った結果、飛び込みを少数にとどめることができた。
2014年（平成26年）10月18日に阪神がシーズン2位からクライマックスシリーズを制して日本シリーズ出場権を得た際には、延べ59人が飛び込んだ。10月30日に日本シリーズ敗退後、「阪神夢をありがとう」との垂れ幕をぶら下げ4人が飛び込んだが、いずれも阪神ファンではなかった。
2023年（令和5年）9月14日、18年ぶりのリーグ優勝を決めた際には、戎橋を中心に警察官1300人を動員し万全な警備体制を敷いた中でも阪神ファン26人が飛び込んだ。また、同年11月5日、38年ぶりの日本一を決めた際にも、前回同様に戎橋を中心に警察官1300人を動員し万全な警備体制を敷いた中でも阪神ファン37人が飛び込んだ。
この前後から、毎年10月のハロウィンシーズンとも重なること、FIFAワールドカップの日本代表の躍進など、同様に道頓堀の欄干から飛び降りようとする市民が発生することを危惧して、橋の欄干に飛び込み防止シート（ブルーシート）を覆うようにしている。